# 花簾蛤屬
花帘蛤属（学名：Clementia），又名和平蛤屬，是帘蛤目帘蛤科的一個属。

## 物種
本屬包括下列各物種：
- Clementia asiatica[2]；
- 和平蛤 Clementia papyracea：分布于越南、中国大陆、台湾，常栖息在潮下带28－87米、沙泥质浅海[4]；
- 薄壳和平蛤 Clementia vatheleti Mabille, 1901：分布于韩国、中国大陆、台湾，常栖息在潮间带至潮下带数米身的泥沙底。[5]；
- 無彩花簾蛤 Clementia nonscripta：分佈於台灣新竹縣第三紀地層的化石物種[6][1]。

## 外部連結
- 維基物種上的相關：花簾蛤屬